# Mistrzostwa Świata w Lekkoatletyce 2005 – trójskok mężczyzn
Trójskok mężczyzn – jedna z konkurencji rozgrywanych podczas lekkoatletycznych mistrzostw świata w 2005. Eliminacje odbyły się 10 sierpnia, a finał został rozegrany 11 sierpnia.
Do eliminacji zgłoszonych zostało 29 zawodników z 23 państw. Dwunastka lekkoatletów z najlepszymi wynikami w fazie eliminacji (lub tych, którzy osiągnęli rezultat co najmniej 17,00 m) awansowała do finałowej rywalizacji.
Zawody w tej konkurencji wygrał reprezentant Stanów Zjednoczonych Walter Davis. Drugą pozycję zajął zawodnik z Kuby Yoandri Betanzos, trzecią zaś reprezentujący Rumunię Marian Oprea.

## Wyniki

### Eliminacje
Grupa A
| Miejsce | Zawodnik              | Państwo           | Podejście | Podejście | Podejście | Wynik końcowy | Uwagi |
| Miejsce | Zawodnik              | Państwo           | #1        | #2        | #3        | Wynik końcowy | Uwagi |
| ------- | --------------------- | ----------------- | --------- | --------- | --------- | ------------- | ----- |
| 1.      | Yoandri Betanzos      | Kuba              | 17,40     |           |           | 17,40         |       |
| 2.      | Leevan Sands          | Bahamy            | 17,21     |           |           | 17,21         | SB    |
| 3.      | Walter Davis          | Stany Zjednoczone | 17,08     |           |           | 17,08         |       |
| 4.      | Marian Oprea          | Rumunia           | 16,81     |           |           | 16,81         |       |
| 5.      | Anders Møller         | Dania             | X         | 16,69     | X         | 16,69         |       |
| 6.      | Dmitrij Vaľukevič     | Słowacja          | X         | 15,70     | 16,68     | 16,68         |       |
| 7.      | Karl Taillepierre     | Francja           | 16,26     | 16,62     | 16,67     | 16,67         |       |
| 8.      | Wiktor Jastrebow      | Ukraina           | 16,59     | 16,63     | 16,66     | 16,66         |       |
| 9.      | Nelson Évora          | Portugalia        | 16,60     | 15,91     | X         | 16,60         |       |
| 10.     | Wiktor Guszczinski    | Rosja             | 15,12     | 16,39     | 16,26     | 16,39         |       |
| 11.     | Daniił Burkienia      | Rosja             | 15,97     | 16,35     | 16,18     | 16,35         |       |
| 12.     | Kazuyoshi Ishikawa    | Japonia           | 16,09     | 16,33     | 15,33     | 16,33         |       |
| 13.     | Johan Meriluoto       | Finlandia         | 15,14     | 16,01     | X         | 16,01         |       |
| 14.     | Konstadinos Zalagitis | Grecja            | X         | 15,72     | X         | 15,72         |       |
| –       | Michael Velter        | Belgia            | X         | X         | X         | NM            |       |

Grupa B
| Miejsce | Zawodnik           | Państwo           | Podejście | Podejście | Podejście | Wynik końcowy | Uwagi |
| Miejsce | Zawodnik           | Państwo           | #1        | #2        | #3        | Wynik końcowy | Uwagi |
| ------- | ------------------ | ----------------- | --------- | --------- | --------- | ------------- | ----- |
| 1.      | Jadel Gregório     | Brazylia          | 17,20     |           |           | 17,20         |       |
| 2.      | Momcził Karailiew  | Bułgaria          | 16,73     | 16,03     | X         | 16,73         |       |
| 3.      | Kenta Bell         | Stany Zjednoczone | X         | 16,47     | 16,72     | 16,72         |       |
| 4.      | David Girat        | Kuba              | 16,71     | 16,58     | 16,26     | 16,71         |       |
| 5.      | Allen Simms        | Portoryko         | 16,28     | X         | 16,63     | 16,63         |       |
| 6.      | Nathan Douglas     | Wielka Brytania   | 16,53     | X         | 16,46     | 16,53         |       |
| 7.      | Igor Spasowchodski | Rosja             | 16,33     | X         | 16,45     | 16,45         |       |
| 8.      | Tarik Bouguetaïb   | Maroko            | 16,06     | 16,38     | 16,36     | 16,38         |       |
| 9.      | Mykoła Sawołajnen  | Ukraina           | 16,18     | 16,35     | X         | 16,35         |       |
| 10.     | Christos Meletoglu | Grecja            | 16,12     | 16,35     | 16,17     | 16,35         |       |
| 11.     | Paolo Camossi      | Włochy            | 14,50     | 15,89     | 16,23     | 16,23         |       |
| 12.     | Randy Lewis        | Grenada           | X         | X         | 16,11     | 16,11         |       |
| 13.     | Charles Friedek    | Niemcy            | 15,75     | X         | 15,07     | 15,75         |       |
| –       | Li Yanxi           | Chiny             | DNS       | DNS       | DNS       | DNS           |       |

### Finał
| Miejsce | Zawodnik          | Państwo           | Podejście | Podejście | Podejście | Podejście | Podejście | Podejście | Wynik końcowy | Uwagi |
| Miejsce | Zawodnik          | Państwo           | #1        | #2        | #3        | #4        | #5        | #6        | Wynik końcowy | Uwagi |
| ------- | ----------------- | ----------------- | --------- | --------- | --------- | --------- | --------- | --------- | ------------- | ----- |
| 01 !    | Walter Davis      | Stany Zjednoczone | 17,22     | 16,84     | 17,57     | 17,03     |           | X         | 17,57         | SB    |
| 02 !    | Yoandri Betanzos  | Kuba              | 15,67     | 17,03     | 17,01     | 17,42     | 15,09     | 17,41     | 17,42         | SB    |
| 03 !    | Marian Oprea      | Rumunia           | 17,15     | 16,81     | 17,22     | X         | X         | 17,40     | 17,40         |       |
| 4.      | Leevan Sands      | Bahamy            | 17,11     | 17,39     | 17,18     | X         | 17,30     | X         | 17,39         |       |
| 5.      | Karl Taillepierre | Francja           | 17,01     | 17,27     | 17,15     | 17,06     | 16,75     | 17,19     | 17,27         |       |
| 6.      | Jadel Gregório    | Brazylia          | 17,11     | X         | 16,91     | 17,20     | X         | 16,18     | 17,20         |       |
| 7.      | Kenta Bell        | Stany Zjednoczone | 16,58     | 16,95     | 17,11     | X         | 16,81     | X         | 17,11         | SB    |
| 8.      | David Girat       | Kuba              | 17,09     | X         | 15,82     | 16,48     | X         | X         | 17,09         |       |
| 9.      | Wiktor Jastrebow  | Ukraina           | 16,82     | 16,50     | 16,90     | NQ        | NQ        | NQ        | 16,90         |       |
| 10.     | Dmitrij Vaľukevič | Słowacja          | X         | 16,79     | X         | NQ        | NQ        | NQ        | 16,79         |       |
| 11.     | Momcził Karailiew | Bułgaria          | 16,49     | 16,70     | 16,69     | NQ        | NQ        | NQ        | 16,70         |       |
| 12.     | Anders Møller     | Dania             | 16,16     | X         | 15,55     | NQ        | NQ        | NQ        | 16,16         |       |